# Peronospora
In agricoltura, la peronospora è una malattia delle piante causata da cromisti appartenenti sia al genere Peronospora, ma anche a altri generi delle famiglia Peronosporaceae e Pythiaceae.
La malattia rientra in generale nella categoria delle malattie trofiche in quanto causata da organismi parassiti che sottraggono risorse trofiche alla pianta ospite per mezzo di rapporti anatomici e fisiologici abbastanza stretti. Si manifesta, in generale, con depigmentazioni a carico dei tessuti verdi, a cui seguono in genere necrosi più o meno estese. A carico dei frutti si instaurano processi degenerativi che si manifestano con necrosi o marciumi. L'esito degli attacchi di peronospora è spesso letale, soprattutto quando interessa le piante erbacee.

## Agenti
Fra gli agenti eziologici delle peronospore a carico di piante di interesse agrario, si ricordano i seguenti.

### Famiglia delle Peronosporacee
Oltre a Peronospora, i generi più importanti di questa famiglia sono: Bremia, Plasmopara e Pseudoperonospora. Di seguito si elencano le specie più importanti. 
- Bremia lactucae: agente della peronospora della lattuga, della cicoria, del carciofo.
- Peronospora brassicae (Peronosporaceae): agente della peronospora delle crucifere, attacca le giovani piantine di cavoli e cavolfiore (Brassica oleracea)
- Peronospora schachtii (Peronosporaceae): agente della peronospora della bietola da coste.
- Peronospora destructor: agente della peronospora della cipolla, attacca la cipolla, l'aglio, lo scalogno e il porro.
- Peronospora tabacina: agente della peronospora del tabacco, detta anche muffa blu.
- Plasmopara viticola: agente della peronospora della vite.
- Pseudoperonospora cubensis: agente della peronospora delle cucurbitacee, attacca in modo particolare il melone e il cetriolo, mentre più resistenti sono l'anguria e le zucche.

### Famiglia delle Piziacee
- Phytophthora infestans (Pythiaceae): agente della peronospora della patata, del pomodoro e della melanzana.
- Phytophthora cactorum: agente del marciume del colletto che provoca danni considerevoli sulle pomacee

## Prevenzione

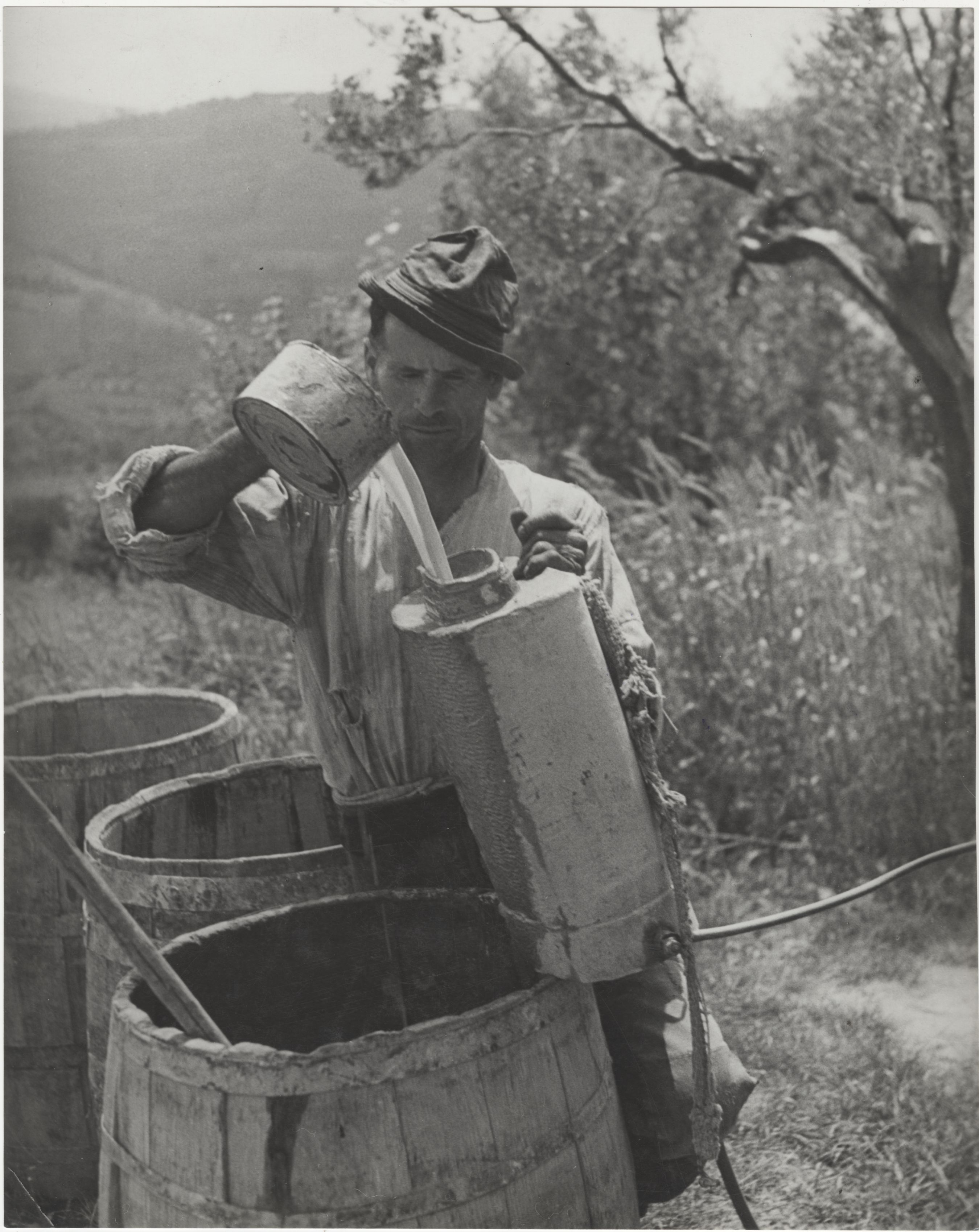
L'uso del rame come trattamento in viticoltura nel 1940

Tra i prodotti anticrittogamici, quello più utilizzato per prevenire questo patogeno è sicuramente il rame, che viene usato in diverse formulazioni (come, ad esempio, la poltiglia bordolese, il verderame e il solfato di rame tribasico). Inoltre il bicarbonato di sodio per le sue proprietà basiche, se unito ad altri fungicidi rende la superficie foliare inadatta alla comparsa di funghi e muffe.
Una prevenzione più naturale, da preferire nel caso di un'agricoltura strettamente biologica, è data dai macerati come quello di ortica o di aglio.